# ناوشکن کلاس ادتپ
دیسترویر کلاس ادتپ (به انگلیسی: Adatepe-class destroyer) یک کلاس از کشتی است که طول آن 100.2 m می‌باشد.